# Чувашская Чебоксарка
Чува́шская Чебокса́рка (тат. Чуаш Чабаксары, чув. Чӑваш Шупашкарӗ) — село в Новошешминском районе Республики Татарстан, центр Чебоксарского сельского поселения.

## География
Расположено на реке Чебоксарка, в 21 километре западнее райцентра.

## История
Основано некрещёными чувашами в середине XVIII века. До 1860-х годов жители относились к категории государственных крестьян. Занимались земледелием, разведением скота. В начале XX века функционировали церковно-приходская школа (с 1895 года), 2 ветряные мельницы, 3 бакалейные лавки.

### Административно-территориальная принадлежность
В составе: Изгарской волости Чистопольского уезда Казанской губернии (до 1920 года), Чистопольского кантона Татарской АССР (до 10 августа 1930 года), Чистопольского (до 10 февраля 1935 года), Кзыл-Армейского (до 23 мая 1958 года), Чистопольского (до 26 апреля 1983 года), Новошешминского районов.

### Религия
По состоянию на начало XX века жители — прихожане Христорождественской церкви села Савруши Чистопольского уезда. Часть жителей деревни придерживалась традиционных верований (в 1904 году вместе с частью жителей Нижних Саврушей их численность составляла 626 человек).  

## Население
Согласно переписи населения 1897 года в деревне Чувашская Чебоксарка проживали 574 человека, чуваши.

По данным Всероссийской переписи населения 2002 года численность жителей села составляла 414 человек, преобладающая национальность — чуваши (88%).

## Инфраструктура
Жители заняты в полеводстве, молочном скотоводстве. Имеются школа, клуб, детский сад, отделения связи и Сбербанка, медпункт, библиотека.

## Уроженцы
- Охотников, Никифор Михайлович (1860, Чувашская Чебоксарка, Чистопольский уезд ― 1892, Казань) — чувашский педагог-просветитель, математик, этнограф.